# Internationale Bibliothek La Vigna
Centro di Cultura e Civiltà Contadina – Biblioteca Internazionale La Vigna ist ein Dokumentationszentrum für Landwirtschaft und Önologie. Es gilt als eines der bedeutendsten Institute  für Ampelographie weltweit.
Die „Internationale Bibliothek La Vigna“ hat ihren Sitz in Vicenza in Contrà Porta Santa Croce Nr. 3, im Palazzo Brusarosco, einem Gebäude aus dem 19. Jahrhundert, das von dem Architekten Carlo Scarpa restauriert worden ist.

## Geschichte der Institution

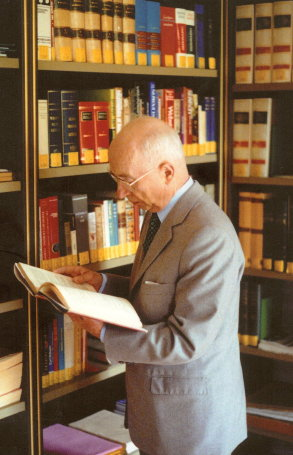
Der Gründer der Bibliothek, Demetrio Zaccaria

Das „Centro di Cultura e Civiltà Contadina – Biblioteca Internazionale La Vigna“ wurde von dem aus Vicenza stammenden Unternehmer Demetrio Zaccaria gegründet, der sich seit Mitte der 1950er Jahre für das Thema Wein und Weinbau interessierte. Das erste Buch seiner Sammlung war der "Dictionary of Wine" von Frank Schoonmaker, das den Anfang zu einer 20 Jahre dauernden Sammeltätigkeit machte, in der eine internationale Bibliothek für Forscher und Liebhaber entstand. Demetrio Zaccaria nahm an internationalen Zusammenkünften teil, schloss wichtige Verbindungen weltweit und begann, alte und seltene Bücher zu kaufen. Wichtig war die Begegnung mit André Simon in London, dem Gründer der "International Wine and Food Society" und Fachautor für Gastronomie und Wein.
In den siebziger Jahren zog Zaccaria mit seinen Büchern von Toscolano am Gardasee, wo er seit 1958 gewohnt hatte, nach Vicenza um. 1980 erwarb er den Palazzo Brusarosco, heute Sitz der  Bibliothek. Als Siebzigjähriger schenkte er den Palazzo und seine Sammlung von ungefähr 10.000 Werken der Gemeinde Vicenza, weil er besorgt über die Zukunft seiner Sammlung war. Zaccaria übernahm das Amt eines Generalsekretärs des „Centro di Cultura e Civiltà Contadina“ und war der erste Direktor der „Biblioteca Internazionale La Vigna“. Demetrio Zaccaria starb 1993.

## Sitz der Bibliothek

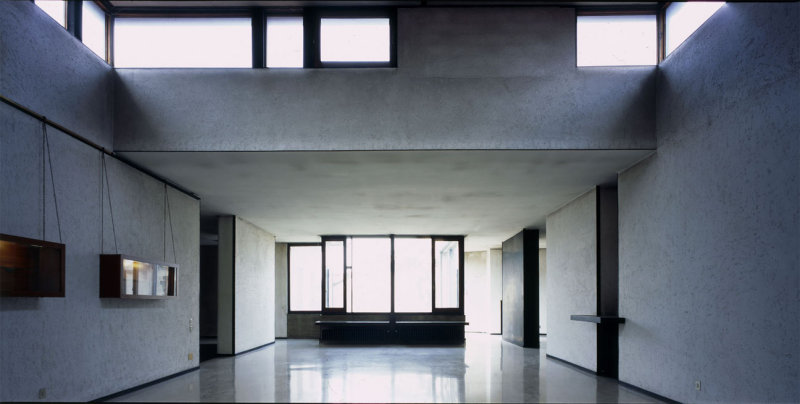
Die Wohnung Gallo, restauriert von Carlo Scarpa

Das Dokumentationszentrum und die Bibliothek sind im  Palazzo Brusarosco untergebracht. Nach den spärlichen historischen Quellen befand sich hier ein Haus, das innerhalb der Scaliger-Stadtmauer im 15. Jahrhundert gebaut wurde. Ottone Calderari vergrößerte das Haus im 18. Jahrhundert, 1833 bestellte der neue Besitzer Orazio Brusarosco die Restaurierung des Laubenganges und der Fassade durch den Architekten Tommaso Becega. Während des Zweiten Weltkriegs wurde der Palast durch die Bombardierungen der Alliierten beschädigt.
In den sechziger Jahren erwarb der aus Vicenza stammende Anwalt Ettore Gallo das Gebäude. Unter Carlo Scarpa erfolgte ein Umbau: Das Untergeschoss wurde als Wohnung umgebaut, die heute als Verwaltungsräume der Bibliothek genutzt werden, der zweite Stock beherbergt die eigentliche Bibliothek, im zweiten Stock befanden sich Kanzlei und Wohnung Ettore Gallos und im Dachgeschoss weitere Wohnräume.
Die großzügig konzipierte und lichtdurchflutete ehemalige Wohnung Gallos wird heute für Ausstellungen und Sitzungen genutzt.

## Sammlungen
Die Bibliothek umfasst rund 50.000 Werke, die meisten über Landwirtschaft, Weinbau, Bienenzucht, Olivenöl- und Honigproduktion sowie über Gastronomie. Sie wird beständig durch neue Publikationen, antiquarische Bücher und Schenkungen erweitert.
Die Sammlung historischer Literatur umfasst die wichtigste italienische Fachliteratur, die zwischen dem 16. und 17. Jahrhundert gedruckt wurde. Zu ihren Kostbarkeiten gehören das erste moderne Traktat zur Gastronomie De honesta voluptate von Bartolomeo Platina von 1530 und mehrere Ausgaben von De naturali vinorum historia des römischen Arztes Andrea Bacci (1596).
Der physikalische, philologische, geschichtliche, medizinische und chemische Traktat Ampelographia (1660) von dem deutschen Arzt Philipp Jakob Sachs von Löwenheim beginnt die Serie von Traktaten über Ampelographie, die die Bibliothek zu einem überregionalen Bezugspunkt macht. Dithyramben sind ein weiterer Teil der Sammlung: Die Bibliothek besitzt 63 Ausgaben der 82 erhaltenen des Il Bacco in Toscana von Francesco Redi.
Die wichtigsten Teilsammlungen sind:
- Sammlung Fondo IRA (Ispettorato Regionale per l’Agricoltura), ungefähr 2500 Werke vom Ende des 19. bis Anfang des 20. Jahrhunderts zur Landwirtschaft im Bereich von Vicenza und in Venetien. Diese Sammlung war eine Schenkung des “Ispettorato Regionale dell’Agricoltura”.

- Sammlung Fondo Fagiani, 1100 Titel zur italienischen und europäischen Wirtschaft und zur Geschichte der Landwirtschafts. Sie ist eine Schenkung des aus Vicenza stammenden Historikers Fernando Fagiani.

- Sammlung Fondo Caproni, 6500 Titel zur italienischen Agrarpolitik zwischen 1922 und 1943 sowie zum Thema der Urbarmachung. Zur Sammlung zählen auch einige historische Schriften zur Landwirtschaft,  wie "Della agricoltura" von Rutilio Tauro Palladio, gedruckt 1528 in Venedig. Diese Sammlung wurde 1997 von den Erben von Federico Capronis gekauft, Teilhaber des Luftfahrtunternehmens „Industrie Aeronautiche Caproni“.

- Sammlung Fondo Galla, rund 400 Bücher und Zeitschriften aus dem 20. und 21. Jahrhundert zum Thema Jagd, darunter Fachbücher  über Fang- und Jagdtechniken, zahlreiche Tagebücher und Jagdberichte, wertvolle Bildbände  über Vögel und  zahlreiche Enzyklopädien. Das älteste und bemerkenswerteste Buch der Sammlung ist das 1790 gedruckte "Del modo di piantare e custodire una ragnaja e di uccellare a ragna", das 1790 publiziert wurde und fälschlicherweise Bernardo Davanzati (1529–1606) zugeschrieben und in dessen "Opera Omnia" abgedruckt wurde. Autor des Buches, in dem die Kunst, Vogelfallen zu bauen und Vögel in diesen Fallen zu fangen, ausführlich beschrieben ist, ist G.A. Popoleschi. Die Sammlung wurde der Bibliothek 2007 von Mariano Galla gestiftet.

## Gastvereinigungen
Das Dokumentationszentrum pflegt Kontakte zu folgenden Gesellschaften, die sich mit Weinbaukunde, Gastronomie und Umweltfragen  befassen:
- Associazione “Amici dei Parchi”
- Accademia italiana “La vite e il vino”
- Accademia italiana della cucina – Sezione di Vicenza
- Gruppo micologico Bresadola – Vicenza